# THE IDOLM@STER 765PRO LIVE THE@TER COLLECTION
『THE IDOLM@STER 765PRO LIVE THE@TER COLLECTION』（アイドルマスター ナムコプロ ライブ シアター コレクション）は、2015年6月24日からランティスよりリリースされているキャラクターソングCDシリーズ。

## 概要
ソーシャルゲーム『アイドルマスター ミリオンライブ！』、スマホアプリ『アイドルマスター ミリオンライブ！ シアターデイズ』のキャラクターソングCDシリーズの収録曲から、765PRO ALLSTARSの楽曲を集めて収録したCDシリーズ。

## Vol.1
2015年6月24日発売。CD2枚組。「LIVE THE@TER PERFORMANCE」と「LIVE THE@TER HARMONY」の2シリーズに収録された765PRO ALLSTARSのソロ曲と、それぞれの全体曲の765PRO ALLSTARS ver.を収録。
「Welcome!!」の765PRO ALLSTARS ver.は初音源化となる。
収録曲
DISC.1
1. Thank You!
歌：765PRO ALLSTARS
作詞：NBSI（モモキエイジ）、作曲・編曲：NBSI（佐藤貴文）
2. キラメキ進行形
歌：天海春香（中村繪里子）
作詞：rino、作曲・編曲：高田暁
3. Rebellion
歌：我那覇響（沼倉愛美）
作詞：ZAQ、作曲：前山田健一、編曲：石井健太郎
4. Snow White
歌：如月千早（今井麻美）
作詞：森由里子、作曲：rino、編曲：増田武史
5. プライヴェイト・ロードショウ (playback, Weekday)
歌：水瀬伊織（釘宮理恵）
作詞：松井洋平、作曲・編曲：松田彬人
6. 追憶のサンドグラス
歌：星井美希（長谷川明子）
作詞：ZAQ、作曲・編曲：高田暁
7. 嘆きのFRACTION
歌：三浦あずさ（たかはし智秋）
作詞・作曲：藤本記子、編曲：福富雅之
8. ハートウォーミング
歌：高槻やよい（仁後真耶子）
作詞：アツミサオリ、作曲・編曲：kanadeYUK
9. GREEDY GIRL
歌：秋月律子（若林直美）
作詞・作曲：藤本記子、編曲：福富雅之
10. 恋花
歌：四条貴音（原由実）
作詞：藤本記子、作曲・編曲：福富雅之
11. FLY TO EVERYWHERE
歌：菊地真（平田宏美）
作詞：松井洋平、作曲：石井伸昂、編曲：若林充
12. DETECTIVE HIGH! ～恋探偵物語～
歌：双海真美（下田麻美）
作詞：松井洋平、作曲・編曲：石井健太郎
13. ハミングロード
歌：萩原雪歩（浅倉杏美）
作詞：ZAQ、作曲：KanadeYUK、編曲：KanadeYUK
14. 微笑んだから、気づいたんだ。
歌：双海亜美（下田麻美）
作詞：松井洋平、作曲・編曲：増谷賢 　

DISC.2
1. 地球ミラーボウル
歌：水瀬伊織（釘宮理恵）
作詞・作曲・編曲：KOH
2. ストロベリー・キューピッド
歌：高槻やよい（仁後真耶子）
作詞：河田貴央＆juun.coo、作曲・編曲：河田貴央
3. Liar's good bye
歌：秋月律子（若林直美）
作詞：真崎エリカ、作曲：原田篤（Arte Refact）、編曲：桑原聖（Arte Refact）
4. タイムマシンに飛び乗って!
歌：双海亜美（下田麻美）
作詞：松井洋平、作曲・編曲：矢鴇つかさ
5. smiley days
歌：我那覇響（沼倉愛美）
作詞・作曲・編曲：KOH
6. Just be myself!!
歌：如月千早（今井麻美）
作詞：藤本記子、作曲・編曲：山口朗彦
7. キミがいて夢になる
歌：天海春香（中村繪里子）
作詞：こだまさおり、作曲・編曲：高田暁
8. WORLD WIDE DANCE!!!
歌：菊地真（平田宏美）
作詞：唐沢美帆、作曲・編曲：高田暁
9. 月のほとりで
歌：三浦あずさ（たかはし智秋）
作詞：ChouCho、作曲・編曲：中土智博
10. Impervious Resolution
歌：萩原雪歩（浅倉杏美）
作詞：ZAQ、作曲・編曲：中土智博
11. WOW! I NEED!! ～シンギングモンキー 歌唱拳～
歌：双海真美（下田麻美）
作詞：松井洋平、作曲・編曲：AstroNoteS
12. FAKE SELF×TRUE SELF
歌：星井美希 (長谷川明子）
作詞：結城アイラ、作曲・編曲：山口朗彦
13. addicted
歌：四条貴音（原由実）
作詞・作曲・編曲：KOH
14. Welcome!!
歌：765PRO ALLSTARS
作詞：佐々木恵梨、作曲・編曲：BNSI（佐藤貴文）

## Vol.2
2023年7月26日発売。CD2枚組。「MASTER SPARKLE2」に収録された各ソロ曲と、歴代全体曲の765PRO ALLSTARS ver.など、20曲収録。
「Dreaming!」「UNION!!」「Flyers!!!」「Glow Map」「Harmony 4 you」「夢にかけるRainbow」の765PRO ALLSTARS ver.は初音源化となる。ボーナストラックとして、双海真美の「ユニーク・スター・プレイヤー！」と双海亜美の「オン・ステージ・プレイヤー！」をリミックスした「ユニーク・スターズ・オン・ステージ!!」が収録される。
収録曲
DISC 1
1. LEADER!!
歌：765PRO ALLSTARS
作詞・作曲・編曲：星銀乃丈
2. HAPPY♪STEPPING‼︎DREAMING☆
歌：天海春香（中村繪里子）
作詞：KOH、作曲・編曲：新田目翔
3. ピカリピックアップ！
歌：高槻やよい（仁後真耶子）
作詞：松井洋平、作曲・編曲：AstroNoteS
4. 君に映るポートレイト
歌：如月千早（今井麻美）
作詞：こだまさおり、作曲・編曲：長根博史・石倉誉之
5. セピアカラフル
歌：菊地真（平田宏美）
作詞：真崎エリカ、作曲：本多友紀（Arte Refact）、編曲：脇眞富（Arte Refact）
6. DATE PARADE!
歌：星井美希（長谷川明子）
作詞：松井洋平、作曲・編曲：Neko Hacker
7. プルメリアの花
歌：萩原雪歩（浅倉杏美）
作詞・作曲・編曲：XELIK
8. ユニーク・スター・プレイヤー！
歌：双海真美（下田麻美）
作詞：松井洋平、作曲・編曲：AstroNoteS
9. 交わる季節
歌：四条貴音（原由実）
作詞・作曲・編曲：in the blue shirt
10. Super Funky Piece!!
歌：我那覇響（沼倉愛美）
作詞・作曲・編曲：ダンス☆マン

DISC 2
1. オン・ステージ・プレーヤー！
歌：双海亜美（下田麻美）
作詞：松井洋平、作曲・編曲：AstroNoteS
2. ピンクローズアプローズ
歌：水瀬伊織（釘宮理恵）
作詞・作曲：mekakushe、編曲：佐高陵平（Hifumi,inc.）
3. I Do
歌：三浦あずさ（たかはし智秋）
作詞：MEG.ME、作曲：GRP・MEG.ME　編曲：GRP
4. Discord Area
歌：秋月律子（若林直美）
作詞：松井洋平、作曲・編曲：白戸佑輔
5. Dreaming!
歌：765PRO ALLSTARS
作詞：真崎エリカ、作曲：NBSI（佐藤貴文）、編曲：Arte Refact
6. UNION!!
歌：765PRO ALLSTARS
作詞：藤本記子、作曲・編曲：堀江晶太
7. Flyers!!!
歌：765PRO ALLSTARS
作詞：唐沢美帆、作曲・編曲：新田目翔
8. Glow Map
歌：765PRO ALLSTARS
作詞：原田篤（Arte Refact）、作曲・編曲：半田翼
9. Harmony 4 you
歌：765PRO ALLSTARS
作詞：宮崎まゆ、作曲・編曲：KOH
10. 夢にかけるRainbow
歌：765PRO ALLSTARS
作詞：MEG.ME、作曲・編曲：矢鴇つかさ (Arte Refact)
11. ユニーク・スターズ・オン・ステージ!!
歌：双海亜美 / 真美（下田麻美）
作詞：松井洋平、作曲・編曲：AstroNoteS
ボーナストラック。「ユニーク・スター・プレイヤー！」と「オン・ステージ・プレイヤー！」を一つの楽曲としてリミックスしたもの。

### ユニットメンバー
1. 1 2 3 4  天海春香（中村繪里子）、星井美希（長谷川明子）、如月千早（今井麻美）、高槻やよい（仁後真耶子）、萩原雪歩（浅倉杏美）、菊地真（平田宏美）、双海亜美 / 真美（下田麻美）、水瀬伊織（釘宮理恵）、三浦あずさ（たかはし智秋）、四条貴音（原由実）、我那覇響（沼倉愛美）、秋月律子（若林直美）